# Lac de Nielluccio
Le lac de Nielluccio ( Lavu di Niellucciu en corse) est un lac de Haute-Corse et fait partie des cinq lacs entourant le Monte Renoso (2 352 m) et du bassin versant du Fiumorbo.

## Géographie
Le lac de Nielluccio est situé entre le Monte Renoso et la crête de Ventosa (1 954 m) sur le territoire de la commune de Ghisoni dans le département de la Haute-Corse.
Le lac de Bastani – son voisin plus haut – est situé à moins de 500 mètres au nord du Monte Renoso (2 352 m) et à moins d'un kilomètre au nord-ouest du lac de Nielluccio.

## Hydrographie
Le lac de Nielluccio (comme son voisin le lac de Bastiani) a pour émissaire le ruisseau de Casso qui se jette dans le fleuve Fiumorbo.